# Zenkerella
Zenkerella — рід гризунів, єдиний представник родини Zenkerellidae. Раніше він був класифікований як Anomaluridae, поки філогенетичні дослідження не показали його відмінність. У той час як Anomalurus із родини Anomaluridae має ковзкі мембрани між передніми та задніми кінцівками, Zenkerella не має такого пристосування. За оцінками скам'янілостей, це розходження могло відбутися в середині еоцену. Є один збережений і єдиний викопний представник. Викопний вид Zenkerella wintoni відомий з однієї нижньої щелепи з Сонгора, Кенія, датованого раннім міоценом.